# Santa Catarina Ayotzingo
Santa Catarina Ayotzingo är en mindre stad i Mexiko, tillhörande kommunen Chalco i delstaten Mexiko. Santa Catarina Ayotzingo ligger i den centrala delen av landet och tillhör Mexico Citys storstadsområde. Staden hade 10 702 invånare vid folkräkningen 2010.